# Cajero

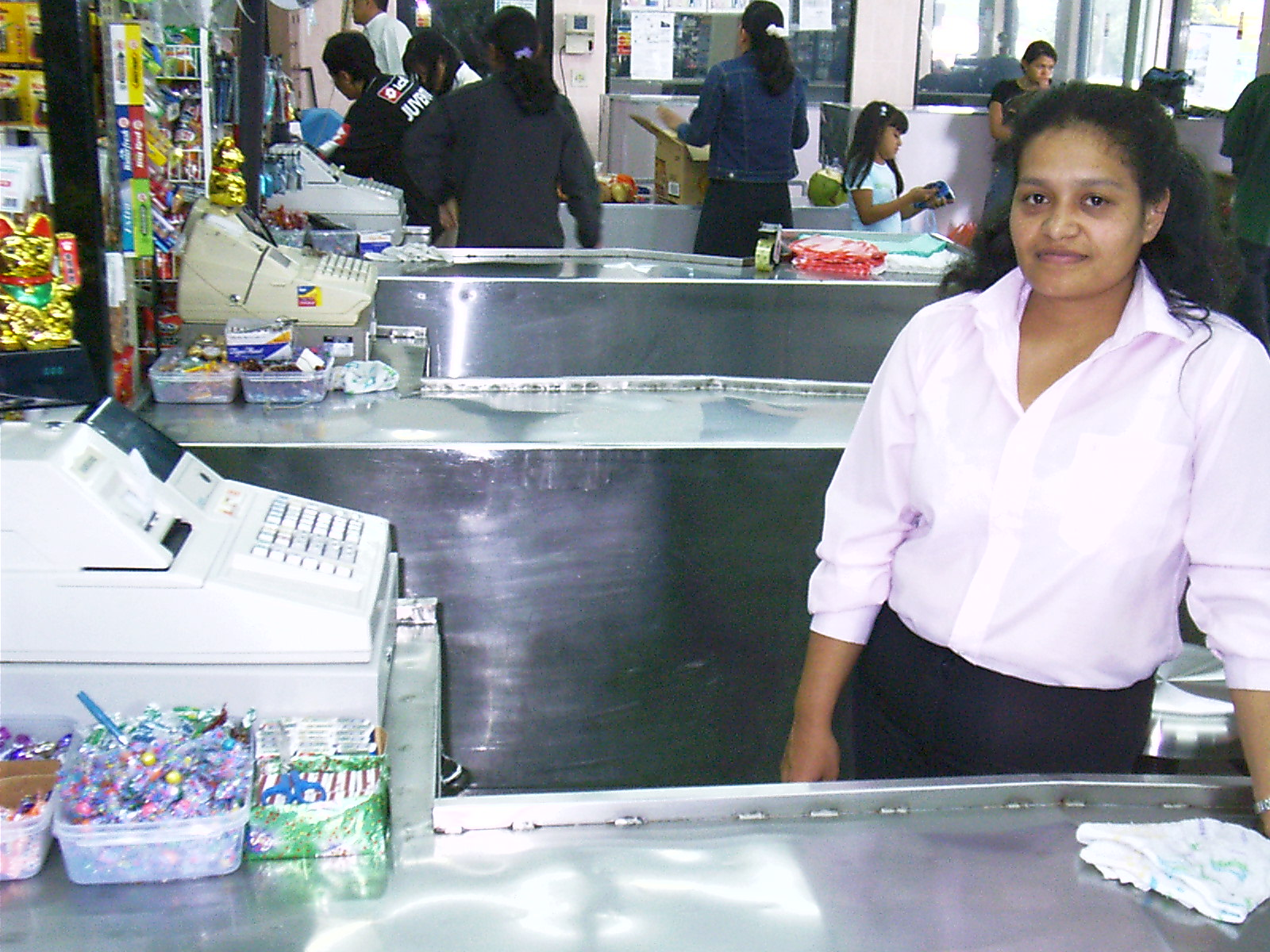
Cajera de un supermercado, en Panamá.

El cajero o la cajera en un establecimiento comercial es una persona responsable de sumar la cantidad debida por una compra, cargar al consumidor esa cantidad y después, recoger el pago por las mercancías o servicios proporcionados. 
Otras funciones que realizan los cajeros son las de entregar publicidad y cupones comerciales o canjear los que reciben por regalos y descuentos, reponer mercancías en las estanterías y etiquetarlas, sobre todo, en los momentos de menor trabajo, asegurarse de los precios de determinadas mercancías en descuento o promoción y hacer el recuento de caja al final de su turno.

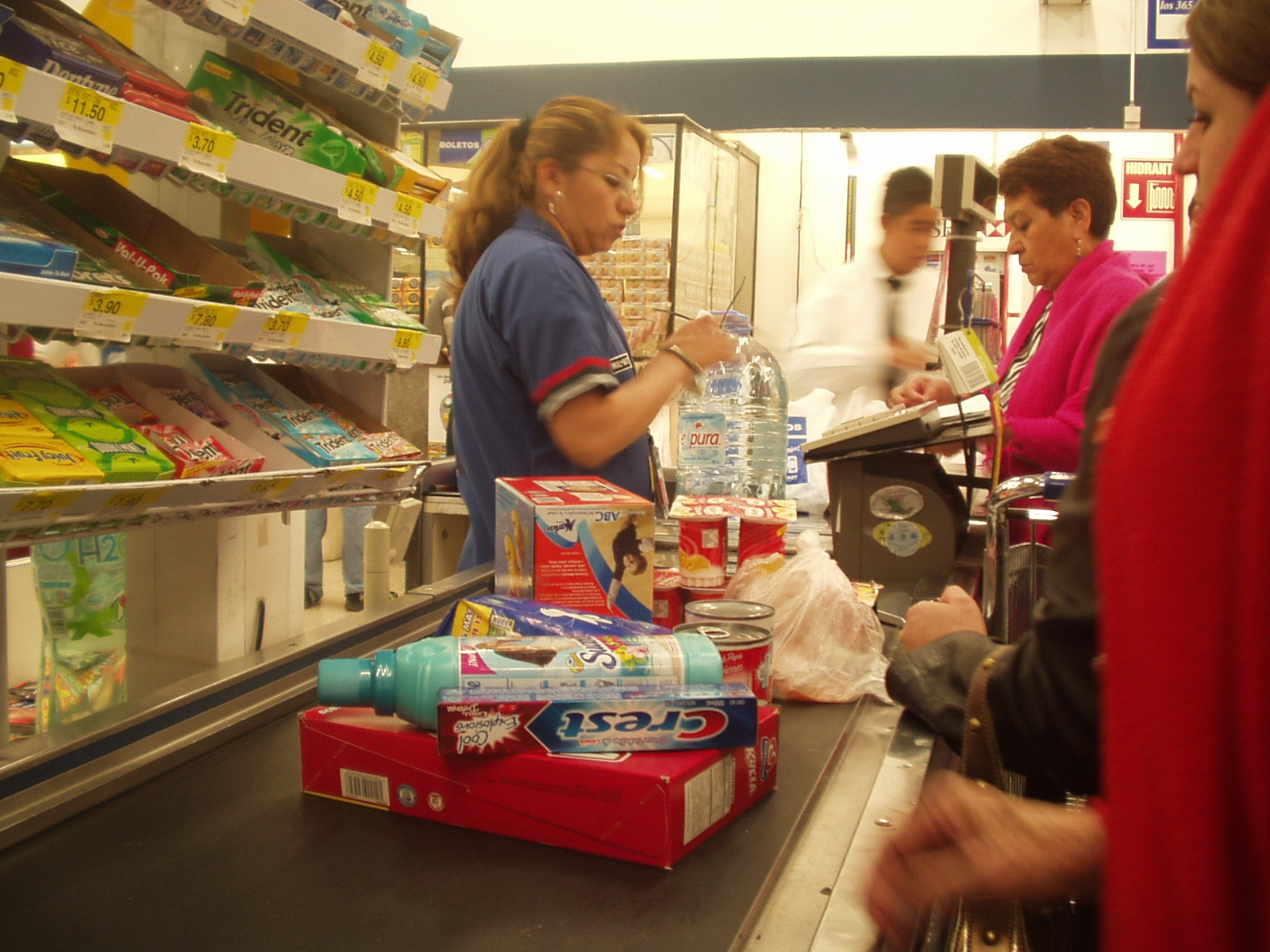
Cajera de un supermercado en México.

De una forma u otra, los cajeros han existido durante miles de años. En la actualidad, el término cajera sirve para designar casi exclusivamente a las empleadas de establecimientos de autoservicio, sobre todo, de alimentación (supermercados e hipermercados). En otro tipo de comercios, son por lo general, los propios dependientes los que ejercen esta función.
Los cajeros corren el riesgo de lesiones repetidas de tensión debido a los movimientos constantemente repetidos necesarios para hacer el trabajo, tal como información que introducen sobre un teclado numérico o pasar el código de barras de los productos sobre el escáner.
Un significado menos actual del término se refería al empleado de un negocio responsable de recibir y desembolsar el dinero. En un negocio diferente a la venta al por menor, ésta era una posición de responsabilidad significativa. Con una proporción siempre en aumento de transacciones realizadas utilizando substitutivos del dinero en efectivo (tales como cheques, tarjetas de crédito, tarjetas de débito, etc.), la cantidad de efectivo manejada por tales empleados ha declinado y el uso de la palabra "cajero" ha sido suplantado en gran parte por el de interventor.

## Soluciones alternativas al cajero

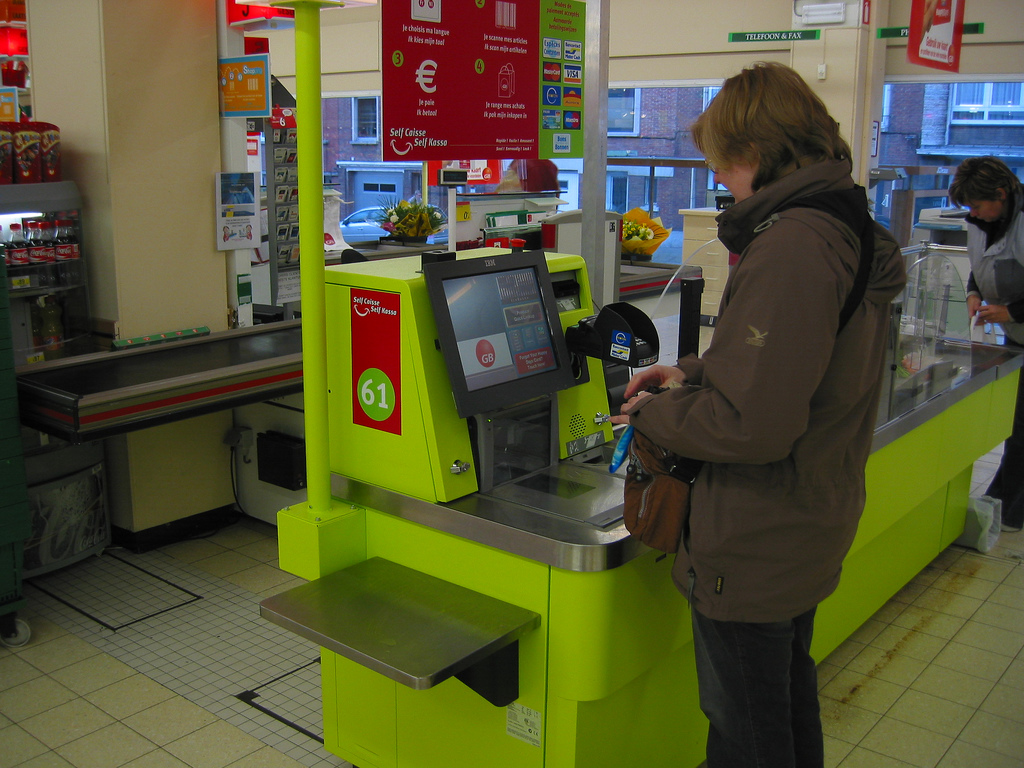
Caja de autoservicio

Las cadenas de establecimientos minoristas están desarrollando metodologías para reducir el trabajo de cajero, una actividad repetitiva y tediosa que aporta poco valor añadido al negocio. En algunos establecimientos de Alcampo, por ejemplo, se ha introducido la compra sin cajero. La experiencia consiste en la instalación de cajas de autoservicio en las que el consumidor puede escanear sus productos, empaquetarlos y pagarlos tanto a través de tarjeta como en efectivo.
Otras cadenas - como Walmart - están impulsando el desarrollo de las etiquetas de radiofrecuencia (RFID) que se introducirán en los envases de los productos y cuya información se leerá pasando el carro bajo una antena y sin necesidad de intervención de ninguna persona.